# Karatay (stad)
Karatay is een stad in de provincie Konya, Anatolië, Turkije, en is de hoofdstad van het gelijknamige district Karatay. De stad telde in 2012 256.455 inwoners. 

## Bezienswaardigheden
- Madrassa, gebouwd in 1251 in Seltsjoekse stijl met een overkoepeld binnenplein dat uitgeeft op de klaslokalen. Deze koepel is versierd met blauwe mozaïektegels die de hemel uitbeelden. Het portaal is gebouwd in tweekleurige stenen.[1]